# 臺灣府淡水廳新莊縣丞
台灣府淡水廳新莊縣丞始設置為1789年(乾隆54年)。該官職隸屬於台灣道之台灣府，為台灣清治時期的地方官員。新莊縣丞署台灣府之分派官員，掌管區域為大台北地區，也是清治時期此階段的大台北地區地方父母官。